# Joseph Williams Lovibond
 (mars 2025).
Pour les articles homonymes, voir Lovibond.
Joseph Williams Lovibond, né le 17 novembre 1833 et mort le 21 avril 1918 est un brasseur et inventeur britannique. Il met au point le premier colorimètre pratique au monde afin de garantir la haute qualité de sa bière. Il est à l'origine de l'échelle des degrés Lovibond. 

## Biographie
Après avoir perdu accidentellement ses gains dans l'extraction de l'or lorsqu'il était adolescent, Lovibond va travailler dans la brasserie de sa famille. Il découvre que la coloration est un bon indice pour évaluer la qualité de la bière et cherche un moyen précis de mesurer la couleur. Après des expériences infructueuses avec de la peinture, sur des solides, une visite à la cathédrale de Salisbury en 1880 lui donne l'inspiration d'utiliser des vitraux pour son colorimètre.
En 1897, il achète Lake House, une maison de campagne élisabéthaine datant de 1578, située à Wilsford cum Lake dans le Wiltshire, et la fait restaurer sous la direction de l'architecte Detmar Blow, avec les conseils de la Société pour la protection des bâtiments anciens.

### Entrepreneur
En 1885, il fonde une société, The Tintometer Limited, pour fabriquer son colorimètre, appelé Lovibond Comparator. La société existe toujours et produit toujours une version actualisée du comparateur Lovibond.
En 1887 la société présente le premier colorimètre. L'instrument est breveté comme « nouvel instrument de mesure de couleur ».

## Œuvre
- (en) Joseph Williams Lovibond, Measurement of light and colour sensations, London, George Gill and Sons, 1893, 186 p. (lire en ligne)
- (en) Joseph Williams Lovibond, An introduction to the study of colour phenomena explaining a new theory of colour based entirely on experimental facts with applications to scientific and industrial investigations, New York, Spon & Chamberlain, 1905, 62 p. (lire en ligne)
- (en) Joseph Williams Lovibond, Light and colour theories and their relation to light and colour standardization, London, E. & F.N. Spon, 1915 (lire en ligne)